# Gräfin Küchenfee
Gräfin Küchenfee è un film muto del 1918 scritto e diretto da Robert Wiene. Una commedia che ha come protagonista Henny Porten, impegnata in due ruoli: quello di una contessa e quello di una cuoca.

## Produzione
Il film fu prodotto dalla Messter (Film).

## Distribuzione
Venne presentato in prima alla Mozartsaal di Berlino il 18 gennaio 1918.